# Approach and Landing Tests
Las Pruebas de Aproximación y Aterrizaje fueron una serie de evaluaciones llevadas a cabo por la Administración Nacional de Aeronáutica y el Espacio (NASA) durante el año 1977 antes del debut operacional del transbordador espacial con el orbitador prototipo Enterprise, cuyo objetivo fue probar sus características de vuelo mientras se encontraba acoplado al Shuttle Carrier Aircraft (SCA) como así también sus características propias cuando se encontraba volando de forma independiente.

## Antecedentes
El programa del transbordador espacial tuvo sus orígenes en el año 1969, fruto de la búsqueda de un medio para reducir los costos del vuelo espacial, para lo cual se optó por diseñar y producir una nave espacial reutilizable. El diseño final aceptado en la década de los años 70 fue el de un avión espacial reutilizable, con un tanque de combustible externo y dos cohetes aceleradores de combustible sólido. El contrato para construir la aeronave espacial, que eventualmente pasó a denominarse "orbitador", fue otorgado a North American Rockwell (posteriormente Rockwell International) y el primer orbitador fue completado en 1976. Originalmente llamado Constitution (Constitución) por el hecho de que su construcción fue completada en el bicentenario de los Estados Unidos, una campaña a través de cartas llevada a cabo por fanáticos (trekkies) de la serie Star Trek persuadieron al Presidente Gerald Ford para cambiar su nombre por el de Enterprise, y finalmente el orbitador fue presentado al público como Enterprise el 17 de septiembre de 1976, con la presencia de varios miembros del elenco de Star Trek.

## Programa de pruebas
Una vez que el orbitador entró en servicio, la NASA comenzó con un exhaustivo programa de pruebas utilizando al Enterprise para asegurarse de que todos los sistemas que habían sido colocados en el orbitador funcionaban de acuerdo a su diseño. Entre las pruebas de este programa no solo se encontraban pruebas de vuelo, destinadas a evaluar las características de vuelo del orbitador, sino que también pruebas en tierra sobre los sistemas y procedimientos en el lugar de lanzamiento. En enero de 1977, el Enterprise fue trasladado por tierra desde la planta de Rockwell en Palmdale, California, al Centro de Investigaciones de Vuelo Dryden de la NASA en la Base de la Fuerza Aérea Edwards, para comenzar la fase de pruebas de vuelo del programa, llamado por la NASA como Approach and Landing Tests (ALT).

## Tripulaciones
El programa fue llevado a cabo desde febrero hasta octubre del año 1977, con dos tripulaciones de dos hombres asignadas al Enterprise:

### Tripulación 1
| Puesto     | Astronauta                       | Astronauta                       |
| ---------- | -------------------------------- | -------------------------------- |
| Comandante | Fred Haise Primer vuelo          | Fred Haise Primer vuelo          |
| Piloto     | C. Gordon Fullerton Primer vuelo | C. Gordon Fullerton Primer vuelo |

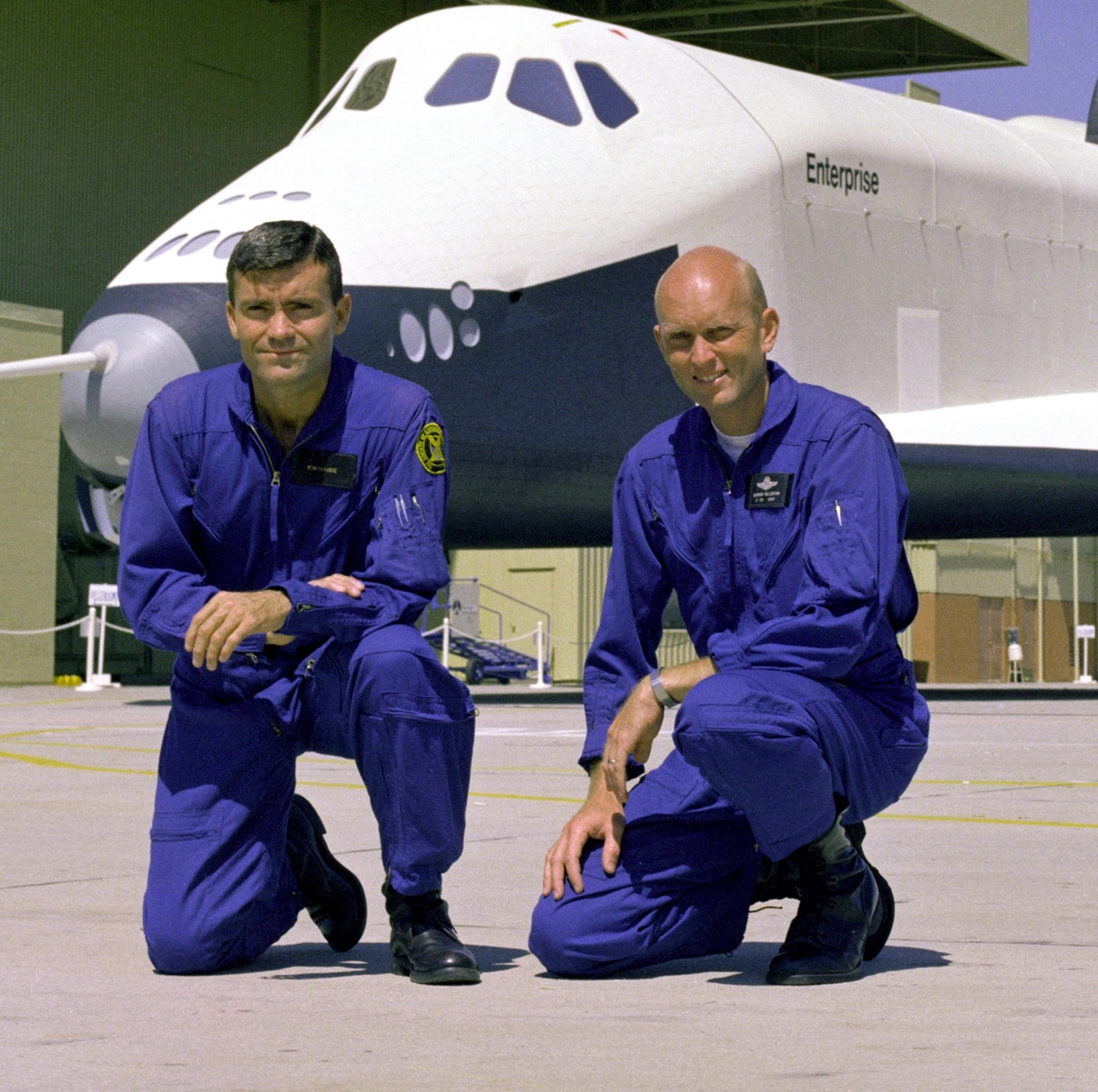
Tripulación 1. Fred Haise y C. Gordon Fullerton.

Fred Haise había sido piloto del Módulo Lunar en la misión Apolo 13 y Gordon Fullerton posteriormente voló en la misión STS-3 como piloto del transbordador espacial Columbia, y luego comandó la misión STS-51-F del transbordador espacial Challenger.

### Tripulación 2
| Puesto     | Astronauta                    | Astronauta                    |
| ---------- | ----------------------------- | ----------------------------- |
| Comandante | Joe Engle Primer vuelo        | Joe Engle Primer vuelo        |
| Piloto     | Richard H. Truly Primer vuelo | Richard H. Truly Primer vuelo |

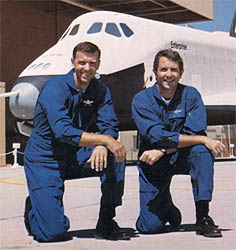
Tripulación 2. Joe H. Engle y Richard H. Truly.

Esta tripulación posteriormente voló en la misión STS-2. Engle originalmente era un piloto de X-15 de la Fuerza Aérea de los Estados Unidos (USAF) que ya había recibido sus alas de astronauta para cuando se unió a la NASA. Su segundo y último vuelo espacial fue como Comandante de la misión STS-51-I. Richard Truly voló en su segunda misión espacial como Comandante durante la STS-8 a bordo del transbordador espacial Challenger.

### Shuttle Carrier Aircraft (SCA)
Además de las dos tripulaciones asignadas al Enterprise, una única tripulación fue asignada al Boeing 747 modificado para llevar consigo al Enterprise durante todo el programa:
Tripulación del SCA:
- Fitzhugh L. Fulton, Jr. (Capitán)
- Thomas C. McMurtry (Copiloto)
- Louis E. Guidry (Ingeníero de vuelo)
- Victor W. Horton (Ingeníero de vuelo)
- Vincent Álvarez (Ingeníero de vuelo)

## Desarrollo de las pruebas
El programa de pruebas fue dividido en tres fases. La primera fase fue designada como "taxi-test" e involucró al Enterprise y al Shuttle Carrier Aircraft acoplados, realizando pruebas para evaluar sus características de manejo en tierra en la Base de la Fuerza Aérea Edwards. Estas pruebas no involucraron al orbitador de alguna otra forma que acoplado al SCA, por lo que permanenció apagado y sin tripulación durante la realización de las mismas. Un total de tres pruebas en tierra se realizaron el 15 de febrero de 1977. Una vez concluidas, el programa pasó a la siguiente fase.

### Vuelos cautivos
La fase de vuelos cautivos del programa se llevaron a cabo con el orbitador y el SCA volando juntos, evaluándose las características de vuelo de ambas aeronaves mientras se encontraban acopladas. También se realizaron pruebas iniciales de los sistemas del orbitador en vuelo. Esto fue dividido en dos fases:

#### Cautivo - inerte
Se realizaron un total de cinco vuelos cautivos inertes, diseñados para probar las características de vuelo y manejo de las aeronaves mientras se encontraban juntas. Al igual que con las pruebas en tierra, el orbitador no se vio involucrado más allá de estar acoplado al SCA, y permaneció apagado y sin tripulación.

#### Cautivo - activo
Los vuelos cautivos-activos estaban destinados a determinar el perfil óptimo requerido para que el Enterprise se separara del SCA para sus vuelos libres. Durante estos vuelos cautivos el Enterprise permaneció acoplado, pero fue encendido y tripulado, por lo que estos vuelos también tuvieron como objetivo refinar y probar los procedimientos de la tripulación, además de asegurar el estado operacional de los sistemas del orbitador.

### Vuelos libres

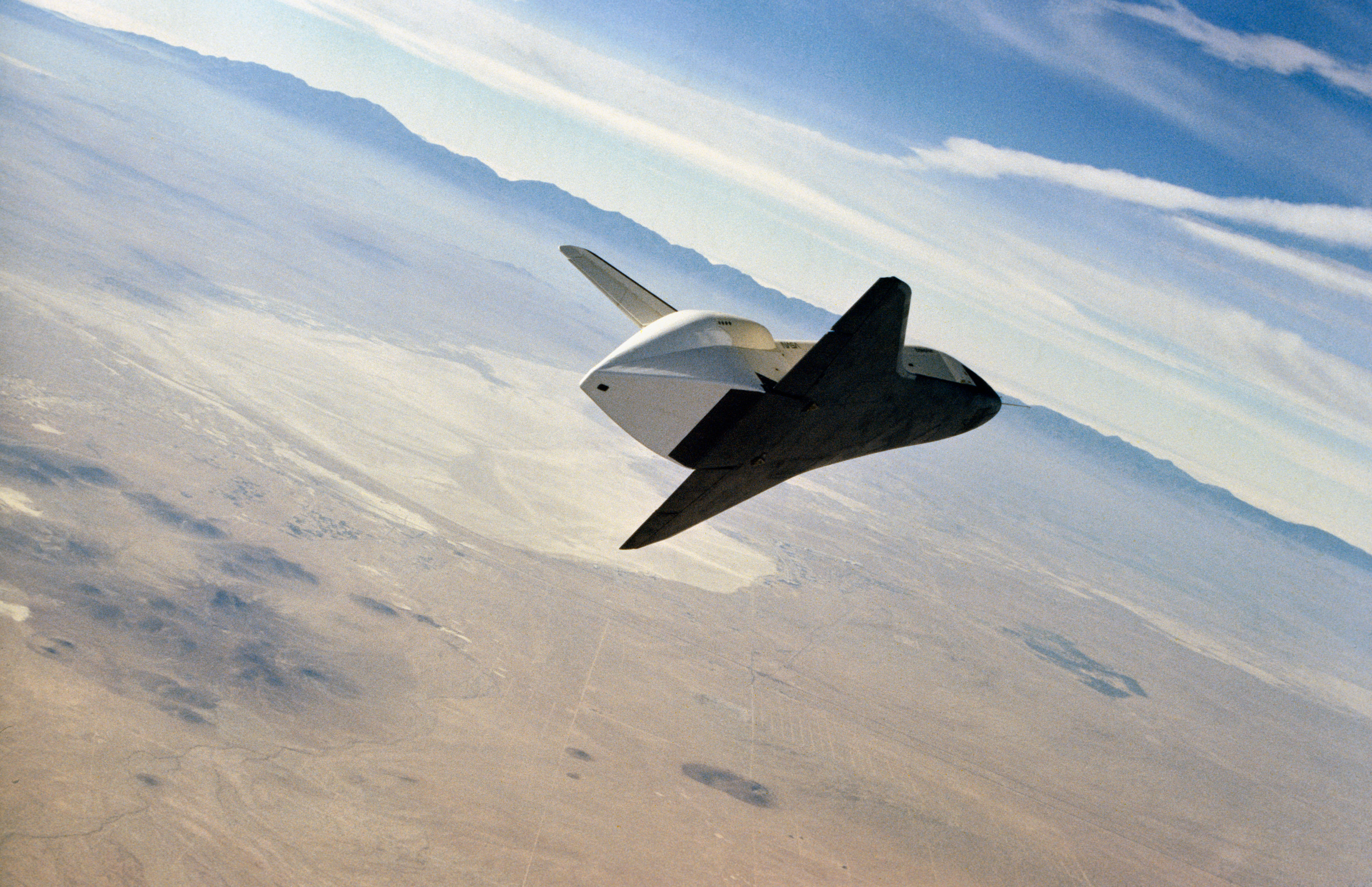
Enterprise en vuelo libre con el cono de cola aerodinámico

La fase final de las pruebas de vuelo incluyeron vuelos libres. Estos fueron llevados a cabo con el Enterprise acoplado al SCA. Una vez alcanzada la altitud de lanzamiento, el orbitador era liberado a través de pernos explosivos para finalmente planear hasta las pistas de aterrizaje de la Base de la Fuerza Aérea Edwards. La intención de estas pruebas fue probar las características de vuelo del orbitador de forma independiente, en un perfil simulado de aproximación y aterrizaje desde órbita.
Hubo un total de cinco vuelos libres entre agosto y octubre de 1977, los primeros tres fueron llevados a cabo con el Enterprise equipado con un cono de cola aerodinámico, utilizado para reducir la resistencia mientras se encontraba acoplado al Shuttle Carrier Aircraft. Los últimos dos se realizaron sin el cono de cola, y con el orbitador en su plena configuración operacional, con réplicas de los motores principales y del sistema de maniobra orbital (OMS).

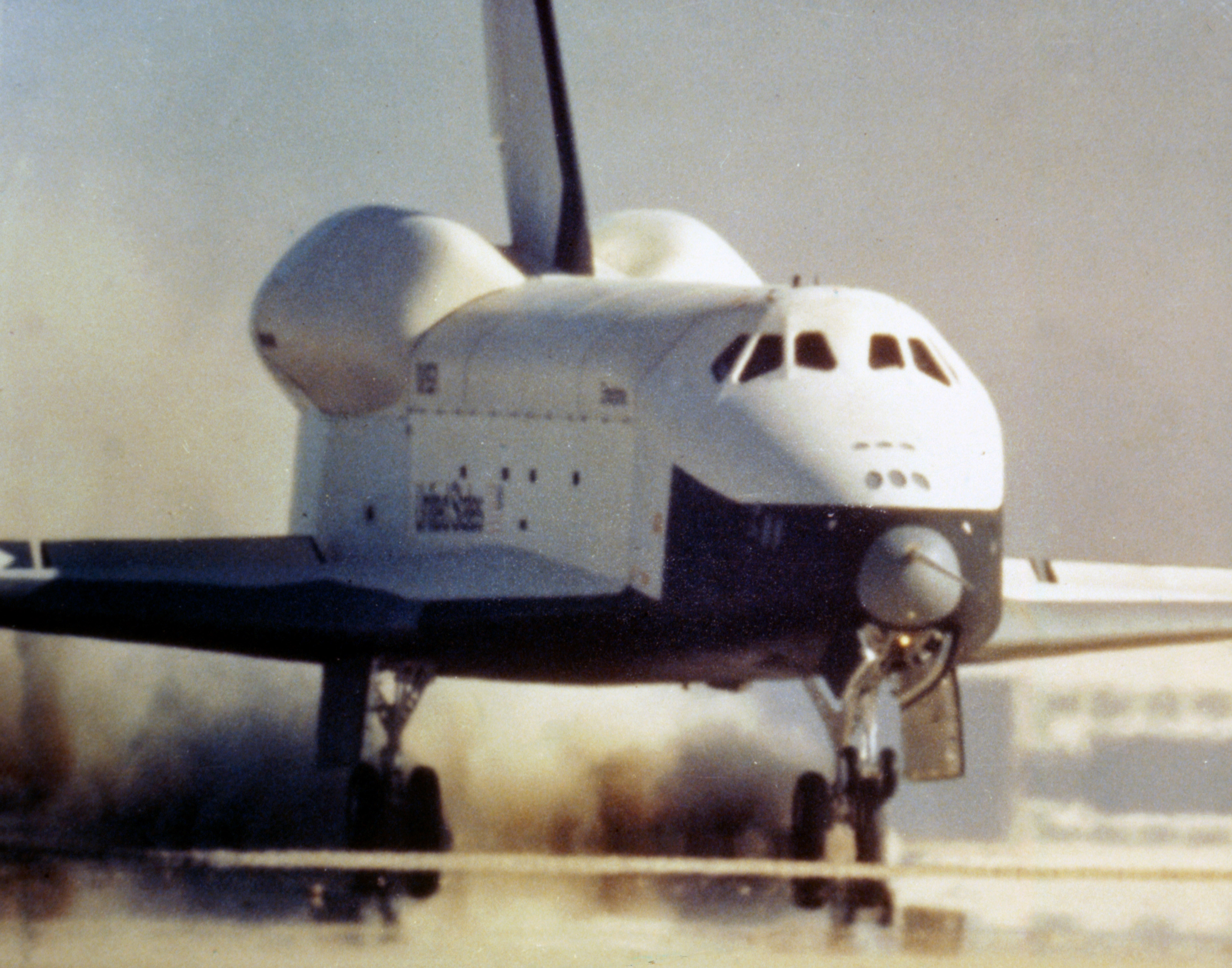
Aterrizaje del Enterprise al final del vuelo libre número dos

Al igual que otras aeronaves experimentales, el Enterprise fue equipado con un tubo montado en su nariz, utilizado para recopilar datos del aire a lo largo de estos vuelos.
Después de volar misiones en el Columbia (STS-2) y Discovery (STS-51-I), Joe Engle reportó que las características de vuelo y manejo de los orbitadores operacionales eran similares a las del Enterprise, excepto que con el prototipo volaba con un perfil más escarpado, ya que se trataba de una aeronave mucho más ligera que las posteriores que regresaban del espacio.

### Vuelos de traslado
Luego de las pruebas de vuelos libres, el Enterprise fue preparado para pruebas de vuelos de traslado, para asegurar que la configuración del orbitador y el Shuttle Carrier Aircraft fuera viable para vuelos de larga distancia y duración entre los sitios de aterrizaje, como la Base de la Fuerza Aérea Edwards en California, y los de lanzamiento, como el Centro Espacial John F. Kennedy de Florida.

## Lista de vuelos[9]
| Misión | Vuelo de prueba         | Fecha                    | Velocidad            | Altitud           | Tripulación      | Duración       | Comentario                                |
| ------ | ----------------------- | ------------------------ | -------------------- | ----------------- | ---------------- | -------------- | ----------------------------------------- |
| ALT-1  | Prueba de taxi #1       | 15 de febrero de 1977    | 89 mph (143,2 km/h)  | Prueba en tierra  | Ninguna          | Taxi           | Pista de concreto, con cono de cola       |
| ALT-2  | Prueba de taxi #2       | 15 de febrero de 1977    | 140 mph (225 km/h)   | Prueba en tierra  | Ninguna          | Taxi           | Pista de concreto, con cono de cola       |
| ALT-3  | Prueba de taxi #3       | 15 de febrero de 1977    | 157 mph (252,7 km/h) | Prueba en tierra  | Ninguna          | Taxi           | Pista de concreto, con cono de cola       |
| ALT-4  | Vuelo cautivo-inerte #1 | 18 de febrero de 1977    | 287 mph (461,9 km/h) | 16.000 ft 4.877 m | Ninguna          | 2 horas 5 min  | Con cono de cola, aterrizado con el 747   |
| ALT-5  | Vuelo cautivo-inerte #2 | 22 de febrero de 1977    | 328 mph (527,9 km/h) | 22.600 ft 6.888 m | Ninguna          | 3 horas 13 min | Con cono de cola, aterrizado con el 747   |
| ALT-6  | Vuelo cautivo-inerte #3 | 25 de febrero de 1977    | 425 mph (684 km/h)   | 26.600 ft 8.108 m | Ninguna          | 2 horas 28 min | Con cono de cola, aterrizado con el 747   |
| ALT-7  | Vuelo cautivo-inerte #4 | 28 de febrero de 1977    | 425 mph (684 km/h)   | 28.565 ft 8.707 m | Ninguna          | 2 horas 11 min | Con cono de cola, aterrizado con el 747   |
| ALT-8  | Vuelo cautivo-inerte #5 | 2 de marzo de 1977       | 474 mph (762,8 km/h) | 30.000 ft 9.144 m | Ninguna          | 1 hora 39 min  | Con cono de cola, aterrizado con el 747   |
| ALT-9  | Vuelo cautivo-activo #1 | 18 de junio de 1977      | 208 mph (334,7 km/h) | 14.970 ft 4.563 m | Haise, Fullerton | 55 min 46 s    | Con cono de cola, aterrizado con el 747   |
| ALT-10 | Vuelo cautivo-activo #2 | 28 de junio de 1977      | 310 mph (499 km/h)   | 22.030 ft 6.715 m | Engle, Truly     | 62 min 0 s     | Con cono de cola, aterrizado con el 747   |
| ALT-11 | Vuelo cautivo-activo #3 | 26 de julio de 1977      | 311 mph (500,5 km/h) | 30.292 ft 9.233 m | Haise, Fullerton | 59 min 53 s    | Con cono de cola, aterrizado con el 747   |
| ALT-12 | Vuelo libre #1          | 12 de agosto de 1977     | 310 mph (499 km/h)   | 24.100 ft 7.346 m | Haise, Fullerton | 5 min 21 s     | Con cono de cola, aterrizaje en lago seco |
| ALT-13 | Vuelo libre #2          | 13 de septiembre de 1977 | 310 mph (499 km/h)   | 26.000 ft 7.925 m | Engle, Truly     | 5 min 28 s     | Con cono de cola, aterrizaje en lago seco |
| ALT-14 | Vuelo libre #3          | 23 de septiembre de 1977 | 290 mph (467 km/h)   | 24.700 ft 7.529 m | Haise, Fullerton | 5 min 34 s     | Con cono de cola, aterrizaje en lago seco |
| ALT-15 | Vuelo libre #4          | 12 de octubre de 1977    | 278 mph (447,4 km/h) | 22.400 ft 6.828 m | Engle, Truly     | 2 min 34 s     | Sin cono de cola, aterrizaje en lago seco |
| ALT-16 | Vuelo libre #5          | 26 de octubre de 1977    | 283 mph (455,4 km/h) | 19.000 ft 5.791 m | Haise, Fullerton | 2 min 1 s      | Sin cono de cola, aterrizaje en pista     |

## Después de las pruebas

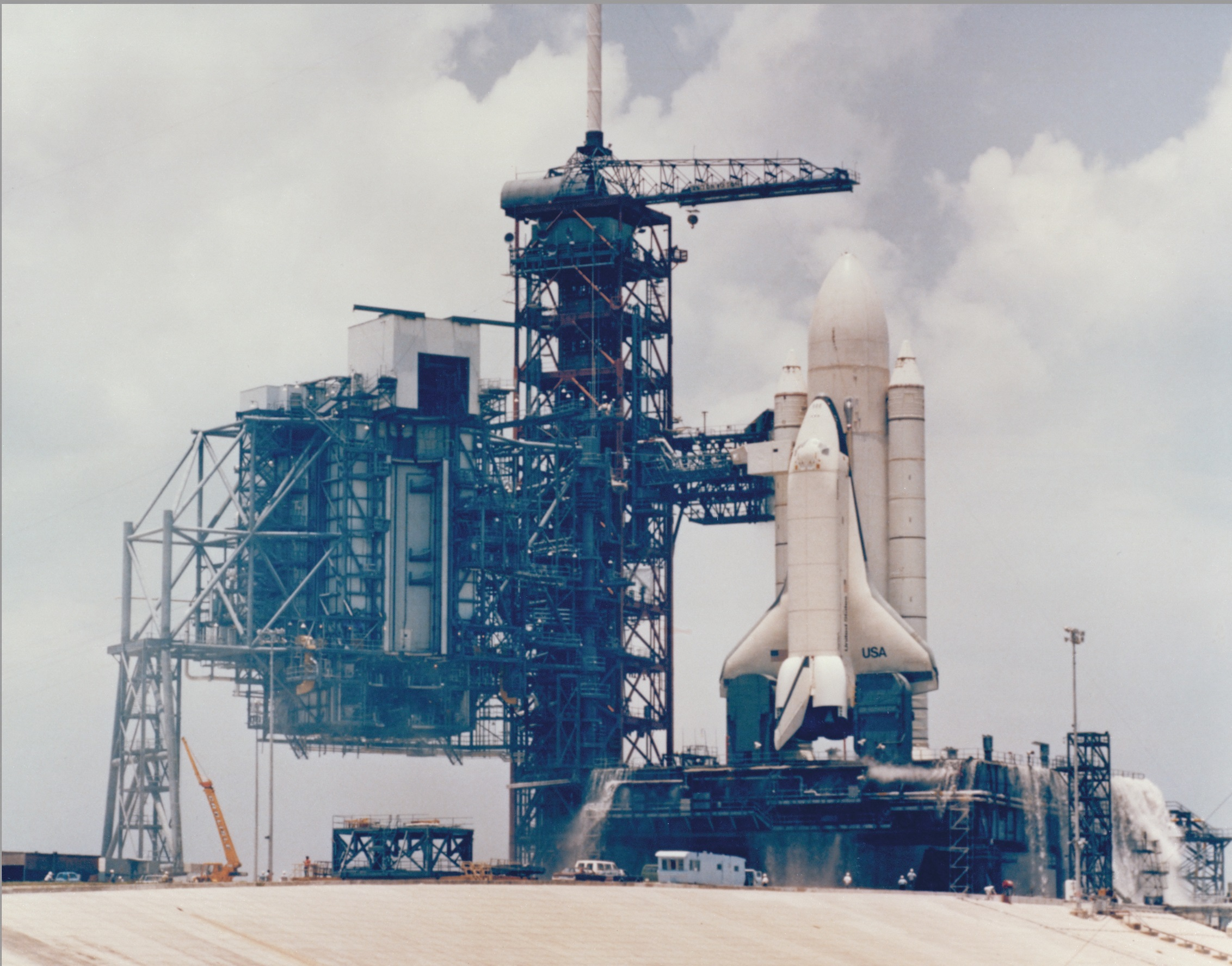
Enterprise junto a réplicas de los cohetes aceleradores de combustible sólido en la plataforma de lanzamiento LC-39, 1979

Con el fin de las pruebas, el Enterprise fue trasladado para pruebas con el tanque externo de combustible y los cohetes aceleradores de combustible sólido en una configuración completa de lanzamiento, para probar tanto su respuesta estructural como los procedimientos de lanzamiento previo a la entrada en servicio y primer lanzamiento del transbordador espacial Columbia. Estas pruebas fueron llevadas a cabo con en las Instalaciones de Pruebas Dinámicas Estructurales en el Centro de Vuelos Espaciales Marshall en Huntsville, Alabama, en donde el transbordador espacial fue colocado en posición vertical y sometido a pruebas de vibración, evaluando sus respuestas estructurales en una gran variedad de escenarios.
Posteriormente, el orbitador fue trasladado en vuelo hacia el Centro Espacial John F. Kennedy en Florida para probar los procedimientos de ensamblado en el Edificio de ensamblaje de vehículos, y luego fue transportado hasta la plataforma de lanzamiento LC-39, en donde se probaron las instalaciones y los procedimientos de lanzamiento.